# Stefanie Keyser
Stefanie Keyser, auch Stephanie, (* 30. Mai 1847 in Sondershausen; † 30. Januar 1926 ebenda) war eine deutsche Schriftstellerin.

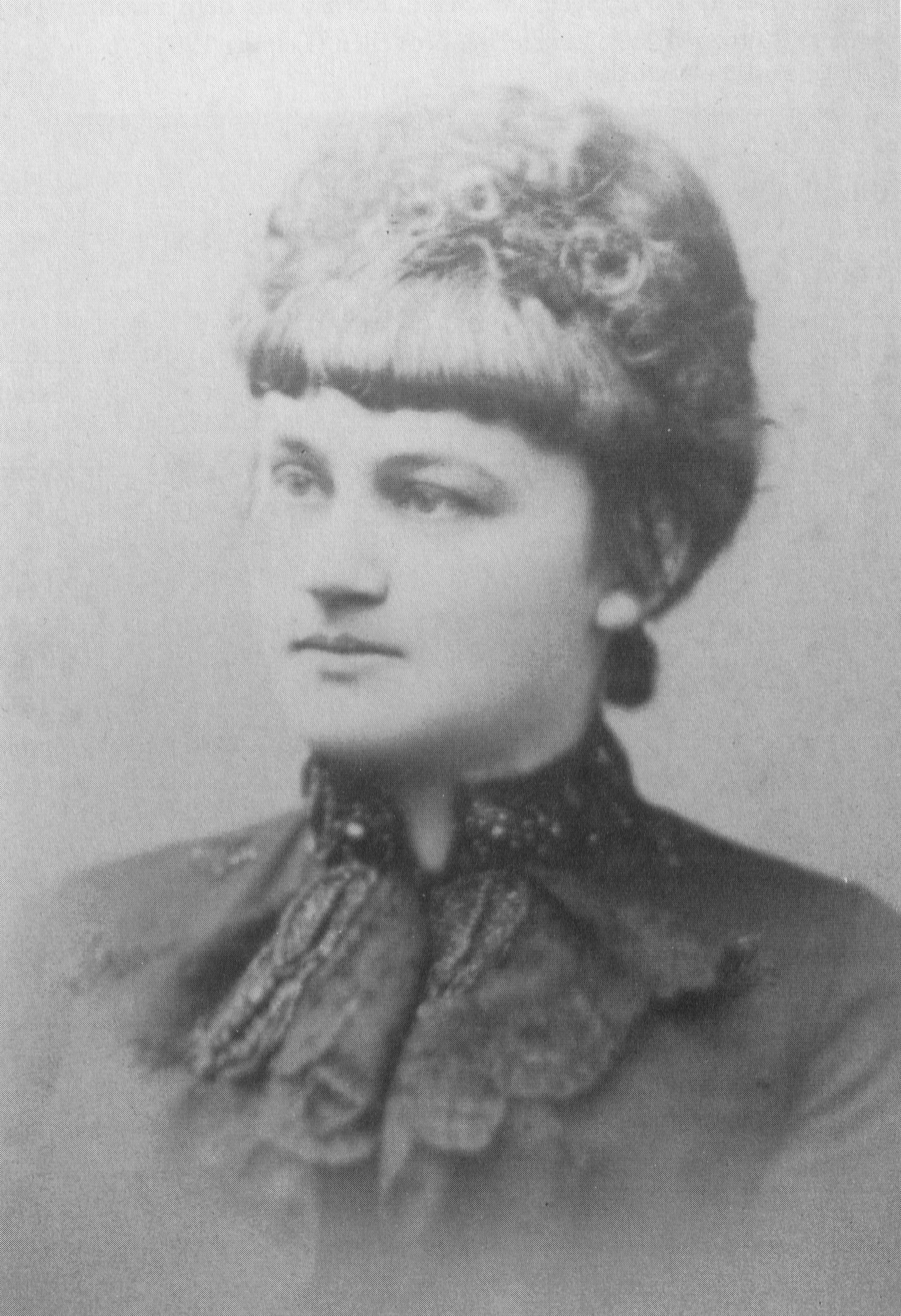
Stefanie Keyser, vor 1885

## Leben
Stefanie Keyser war die Tochter von Günther Keyser (1820–1874), einem Justizbeamten des Fürstentums Schwarzburg-Sondershausen, und dessen Frau Friederike geb. Busch (1824–1920). Die spärlichen biographischen Berichte, die es gibt, beruhen weitgehend auf Keysers autobiographischem Artikel von 1884 und einem Brief vor dem Text des Neuen Kurses 1897.
Sie besuchte die höhere Mädchenschule in Sondershausen und erhielt später Privatunterricht in Musik, Geschichte und Naturwissenschaften. Ihr erstes Berufsziel war Schauspielerin und sie nahm an Aufführungen von Sondershäuser Privattheatern teil. Besonderes Interesse hatte sie für die Botanik. Ihre ersten Veröffentlichungen waren Pflanzenbiographien, die sie für Zeitschriften schrieb. Nachdem sie größere Reisen durch Deutschland und die Schweiz unternommen hatte, begann sie in Sondershausen Romane und Novellen zu schreiben. Von 1882 bis 1895 veröffentlichte die Gartenlaube zehn – zum Teil sehr lange – literarische Beiträge von ihr; alle kamen anschließend auch in Buchform (separat oder in einem Sammelband) heraus. Über ihre Beiträge in anderen Zeitschriften und Zeitungen ist wenig bekannt.
Von jung an beteiligte sich Keyser an mildtätigen Unternehmen. Bei den deutschen ‚Einigungskriegen‘ 1864, 1866 und 1870 half sie mit, medizinische und andere Hilfsgüter für Verwundete zu organisieren; sie erhielt 1873 die kaiserliche Kriegsgedenkmünze für Nicht-Kombattanten. Spätestens ab 1871 gehörte sie dem Vorstand des Vereins zur Hebung der Kleinkinder-Bewahranstalt an, mindestens bis 1877.
In höherem Lebensalter wurde Keyser Mitglied im „Altertumsverein“ von Sondershausen.
Sie hatte keine Geschwister und blieb unverheiratet. Nach dem frühen Tod des Vaters im Dezember 1874 lebte sie bei ihrer Familie in Sondershausen: mit der Mutter Friederike Keyser, der Großmutter Amalie Busch und (bis 1879 und wieder ab Ende 1888) dem Onkel Hermann Busch. Sie war – zusammen mit ihrer Mutter und dann allein – an der Pflege der Angehörigen beteiligt. Die Großmutter starb nach langem Leiden im Juli 1896, der nahezu erblindete Onkel im April 1902. Spätestens ab 1919 wohnte auch die Studienrätin Anna Kelm bei ihr, der sie „eine treue, mütterliche Freundin“ war. Die Mutter starb hochbetagt im April 1920.
Stefanie Keyser starb verarmt. Ihre Todesanzeige ist von Anna Kelm, von der Witwe ihres Onkels Gustav von Keyser und von Nachkommen ihres Onkels Thilo Keyser unterzeichnet. Wer den mit „M. K.“ gezeichneten sehr persönlichen Nachruf verfasst hat, ist nicht bekannt. Ihren Nachlass besorgte der Vorsitzende des Altertumsvereins und Kustos des Stadtmuseums, Edmund Döring. Der Verein hielt am 16. März „zum Gedächtnis [seiner] verstorbenen Heimatschriftstellerin“ eine Sitzung ab und brachte zwei Jahre nach dem Tod an ihrem Geburtshaus eine Gedenktafel an.  In Heft 2 (1923) und 3 (1924) der Mitteilungen des Vereins hat Keyser jeweils ein gegenwartsbezogenes Gedicht veröffentlicht; in Heft 4 (1929, S. 47) erschien ein Nachruf von Kelm.

## Werke

### Beiträge in Zeitungen, Zeitschriften (ohneGartenlaube)
- Der Mut zur Wahrheit. Roman. In: Schorers Familienblatt. Eine illustrierte Zeitschrift. 6. Band 1885, S. 625–630, 641–644, 657–659, 673–676, 689–692, 705–708, 721–724, 737–739, 753–756, 770f., 785–790, 801–804, 818–822.
- Kauft Weihnachtsbäume! Erzählung. In: Der Deutsche. Zeitung für Thüringen und den Harz. 1897 Nr. 290 und 296.
- Bürger-Stolz. Ein Thüringer Heimat-Roman aus dem 17. Jahrhundert. In: Mitteldeutsche Zeitung. Erfurter Tageblatt, Thüringer Zeitung, Handelsblatt für Mitteldeutschland. 2. Jg. 1920, 17. Dezember, bis 3. Jg. 1921, 26. Januar (insgesamt 33 Folgen).
- Hugin, der Rabe vom Kyffhäuser. In: Aus der Heimat. Beilage des Sondershäuser Tageblattes „Der Deutsche“. 1. Jg. 1921, S. 49f., 53f., 57f., 61f.[23]
- Ein getauftes Götzenbild. Erzählung aus dem 8. Jahrhundert. In: Aus der Heimat. Beilage des Sondershäuser Tageblattes „Der Deutsche“. 2. Jg. 1922, S. 1f., 5–7.[24]

### Bücher
- Der Krieg um die Haube. Glockenstimmen. Zwei kulturgeschichtliche Novellen. Keil, Leipzig 1884.
- Im Wintermond. Kulturgeschichtliche Märchen und Erzählungen für die reifere Jugend. Kröner, Stuttgart [1884]. (Inhalt: Der Püstrich; Schwerthand; Schwarzagold; Wie das Nürnberger Spielzeug erfunden ward; Die Katzen der Wartburg; Spitzen und Perlen; Der Irrwischfang; Nix und Roggenmuhme; Hugin.) Digitalisat.
- Fanfaro. Novelle. Keil, Leipzig [1885].
- Der Muth zur Wahrheit. Roman. Keil, Leipzig [1886].
- Die Lora-Nixe. Novelle. Ernst Keil’s Nachfolger, Leipzig [1886]. Digitalisat.
- Deutsche Art, treu gewahrt. Eine Hofgeschichte aus dem 17. Jahrhundert. Keil, Leipzig [1889]. Digitalisat.
- Ein Deutscher Liebesgott. Erzählung. Ernst Keil’s Nachfolger, Leipzig [1889]. Digitalisat.
- Dunkle Steine. Das Loos des Schönen. Eine Lichtwirkung? Drei Erzählungen. Ernst Keil’s Nachfolger, Leipzig [1893].[25]
- Ungeschriebenes Recht. Roman. (Deutsche Roman-Bibliothek zu Ueber Land und Meer. 21. Jahrgang. 2. Band.) Deutsche Verlags-Anstalt, Stuttgart 1893.
- Zeit bringt Rosen. Ungeschriebenes Recht. Zwei Erzählungen. Keil, Leipzig [1893].
- Lebenswende. Roman. Keil, Leipzig [1894].
- Sturm im Wasserglase. Roman. Ernst Keil’s Nachfolger, Leipzig [1896]. Digitalisat.
- Neuer Kurs vor einem Jahrhundert. Roman. (Kürschners Bücherschatz, 25.) Hillger, Berlin [1897]. Digitalisat.
- Was du ererbt von deinen Vätern hast. Vier kulturgeschichtliche Erzählungen. Ernst Keil’s Nachfolger, Leipzig [1897]. (Inhalt: Deutsche Eichen; Herr Albrecht; Der Prügeljunge; Die Truhe.) Digitalisat.
- Seele um Seele. Roman aus dem zwölften Jahrhundert. Ernst Keil’s Nachfolger, Leipzig [1900].
- Leitsterne. Novellen. Ernst Keil’s Nachfolger, Leipzig [1901]. (Inhalt: Fahre auf die Höhe!; Hochsommer; „Zur grünen Tanne“; Schafft euch Erinnerungen!)
- Der Rabe vom Kyffhäuser. Drei kulturhistorische Novellen. Kulturamt der Stadt Sondershausen. Hrsg. durch Helmut Köhler und Gerald Höfer. Thon, Schwerin 1997. ISBN 3-928820-64-8. (Inhalt: Ein getauftes Götzenbild; Hugin, der Rabe vom Kyffhäuser; Herr Albrecht. Nachgedruckt aus Aus der Heimat, Beilage zu Der Deutsche, Jg. 1, 1921 und Jg. 2, 1922. Mit Geleitwort von Helmut Köhler und Nachwort von Gerald Höfer sowie einem Anhang: Stefanie Keyser. Notizen zu einer Biographie von Christa Hirschler und Briefe an Stefanie Keyser hrsg. von Gerald Höfer.)

## Nachweise
1. ↑  Vollständiger Name: Johanna Friedericke Benjamine Amalie Stephanie Keyser. Geburtsanzeige und Kirchenamtsangabe in Fürstlich Schwarzb. Regierungs- und Intelligenz-Blatt vom 3. April 1847, S. 135, bzw. 26. Juni, S. 255.
2. ↑  Er war ein unehelicher Enkel des 1758 bis 1794 regierenden Fürsten Christian Günther von Schwarzburg-Sondershausen.
3. ↑  Wie ich Schriftstellerin wurde, in: Die Gartenlaube Band 32, 1884, Heft 50, S. 828–830 (mit Photo). (in Commons; in Wikisource).
4. ↑  Neuer Kurs vor einem Jahrhundert S. 3f.
5. ↑  zusammengestellt bei Wikisource.
6. ↑  Der Deutsche 1864 Nr. 64; 1866 Nr. 83; 1870 Nr. 126.
7. ↑  Regierungs- und Nachrichtsblatt für das Fürstenthum Schwarzburg-Sondershausen vom 20. März 1873, S. 133.
8. ↑  Zu dieser Anstalt vgl. H. Gresky: Die Wiedereröffnung der Kinderbewahranstalt in der Mathildenpflege. In: Der Deutsche 1926 Nr. 38.
9. ↑  Der Deutsche 1871 Nr. 150; Regierungs- und Nachrichtsblatt für das Fürstenthum Schwarzburg-Sondershausen vom 6. Dezember 1877 S. 584.
10. ↑  Das Beitrittsjahr ist nicht bekannt. Laut Hirschler in Der Rabe vom Kyffhäuser 1997, S. 81, wurde sie 1921 zum Ehrenmitglied des Vereins ernannt. Dafür gibt es jedoch keinen Beleg.
11. ↑  Zunächst in der Marienstraße 18 (Adressbuch Sondershausen 1882 S. 39 und 25); später in der Güntherstraße 41 und 43 (Adressbuch 1900 S. 11).
12. ↑  Todes- und Dankesanzeigen in Der Deutsche 1896 Nr. 168 und 170.
13. ↑  Todesanzeige in Der Deutsche 1902 Nr. 100.
14. ↑  Staatshandbuch für Thüringen 1926 S. 231.
15. ↑  Zunächst im Nachbarhaus Nr. 42, dann zusammen in Nr. 41 (Adressbuch 1919 S. 11 und 1925 S. 12).
16. ↑  Todesanzeige in Der Deutsche 1920 Nr. 94.
17. ↑  Der Deutsche 1926 Nr. 26; Dankesanzeige in Nr. 30.
18. ↑  Der Deutsche 1926 Nr. 31.
19. ↑  Der Deutsche 1926 Nr. 33. Laut Köhler (in Der Rabe vom Kyffhäuser 1997, S. 5) wird der Nachlass im Schlossmuseum Sondershausen aufbewahrt.
20. ↑  Anzeige in Der Deutsche 1926 Nr. 62.
21. ↑  Der Deutsche 1928 Nr. 26. Das Haus wurde 1950 abgerissen; die Tafel gilt als verschollen.
22. ↑  Alle drei Texte abgedruckt bei May S. 380f.
23. ↑  mit Fußnote auf S. 53: „Zuerst veröffentlicht 1881.“ – Im Vergleich zu Hugin in Im Wintermond (1884, S. 257–280) gestrafft und sprachlich modernisiert.
24. ↑  Im Vergleich zu Der Püstrich in Im Wintermond (1884, S. 1–22) gestrafft.
25. ↑  Exemplar in der Württembergischen Landesbibliothek, Sign. D.D.oct. 6441.

| Personendaten    | Personendaten                                                               |
| ---------------- | --------------------------------------------------------------------------- |
| NAME             | Keyser, Stefanie                                                            |
| ALTERNATIVNAMEN  | Keyser, Johanna Friedericke Benjamine Amalie Stephanie (vollständiger Name) |
| KURZBESCHREIBUNG | deutsche Autorin                                                            |
| GEBURTSDATUM     | 30. Mai 1847                                                                |
| GEBURTSORT       | Sondershausen                                                               |
| STERBEDATUM      | 30. Januar 1926                                                             |
| STERBEORT        | Sondershausen                                                               |